# Заріччя (Новосибірська область)
Заріччя (рос. Заречье) — село у Венгеровському районі Новосибірської області Російської Федерації.
Входить до складу муніципального утворення Тартаська сільрада. Населення становить 984 особи (2010).

## Історія
Згідно із законом від 2 червня 2004 року органом місцевого самоврядування є Тартаська сільрада.

## Населення
| 2002 | 2007  | 2010 |
| ---- | ----- | ---- |
| 1033 | ↘1020 | ↘984 |